# Figueiró dos Vinhos (freguesia)
Pour la municipalité, voir Figueiró dos Vinhos.
Figueiró dos Vinhos est une freguesia portugaise située dans le District de Leiria.
Avec une superficie de 41,67 km2 et une population de 3 835 habitants (2001), la paroisse possède une densité de 92,0 hab/km2.